# Задільське (Стрийський район)
Заді́льське — село в Україні, у Стрийському районі Львівської області. Населення становить 662 особи. Орган місцевого самоврядування — Козівська СТГ.

## Географія
Розташоване між горами вздовж річки Магура, яка бере початок з-під гори Магура. Річка тече переважно на північний схід і впадає у річку Довжанку, ліву притоку Завадки, яка є правою притокою найбільшої річки Бойківщини - р. Стрий. 
На півдні села підноситься гора Магура, висота якої становить 1013 м, на півночі - г. Клива - висота 901 м, із західної сторони - вододільний хребет Діл, який є значно нижчим від Довжок і Магури. Найвища точка над рівнем моря 1013 м. 
На півдні Задільсько межує із селом Красним, на південному - заході із Мохнатем та Верхнє Висоцьке, заході - з Комарниками, на північному - заході з Молдавським, на сході - з Довжками, на півночі - з Завадкою. Найближчим містом, до якого 23 км, є м. Турка. Віддаль від Задільська до м. Сколе становить 40 км, до м. Львів - 150 км. 
В селі нараховується понад 220 дворів, близько 800 жителів (2008 р.).
Як і для більшості інших районів Карпат, для с.Задільського характерні піскувато-глинисті і підзолисті ґрунти. Для ґрунтів характерна в цілому значна зволоженість. Переважна більшість зайнята лісами, чагарниками, пасовищами і сінокосами.
Основними лісотвірними породами є ялина, смерека, складовою частиною мішаних лісів є бук. На узліссях і вирубках поширені ягідники малини, ожини, чорниці і брусниці. Надзвичайно різноманітна трав'яна рослинність.

### Клімат
Село розташоване на висоті 735 м над рівнем моря. Річна кількість опадів коливається біля 1000—1100 мм. Середня температура січня -10 °C — -12 °C; липня +20 °C — +22 °C. 

## Історія
Назва села походить від того, що воно розташоване за вододільним хребтом Діл. Задільське виникло приблизно в середині XVI ст. Станом на 1585 рік до Стрийської країни входило 16 королівських сіл, серед яких і Задільське. На даний період було 20 господарів - рільників. За люстрацією 1686 року воно належало до самбірського староства земель Ільницьких. 
З часів незалежності до 2020 року належало до однойменної сільської ради. На сьогодення село належить до Завадківського староства, Козівської СТГ, Стрийського району.

## Населення
В 1585 році бачимо прізвища 21 господарів, які мешкали в селі Задільське, а саме:
Стець Келеман, Івашко Пролнік чи Пролюк, Петро Сокира, Лесько Семечкович, Сенько Михаль, Лазор Рипянича, Іван Киян, Петро Макарович, Іван, Олекса Когал чи Когут, Герасим, Тимко Даничич, Стець Котунич, Петруш, Андрій Горщко, Деньковята, Фодор Лейбович, Стець Ковтон чи Ковтун, Іван Ківан чи Киян, Гриць Русин і князь Іван Задільський.
В 1790 році в с. Задільське було 65 хат, в яких мешкало 343 людей , з них: 338 християн та 5 юдеїв. Було 69 християнських та 1 юдейська родини. 
Солдати з села Задільське, які брали участь в Першій світовій війні: 
У списку вже є 43 солдати.
1.	Денькович Роман (Denkowicz Roman) – 1886 – попав в російський полон; м.Харків (Україна);
2.	Денькович Роман (Denkowicz Roman) – 1886 – попав в російський полон; м.Вознесенськ (Херсон, Україна);
3.	Денькович Лука (Denkowicz Lukas) – 1892 – попав в російський полон; м.Харків (Україна);
4.	Денькович Іван (Denkowicz Johann) – 1889 – поранений;
5.	Денькович Семен (Denkowicz Simon) – 1889 – попав в полон;
6.	Яворський Іван (Jaworski Iwan) – 1889 – попав в російський полон; м.Одеса (Україна);
7.	Келеман Семен (Keleman Szemyon) – 1884 – попав в російський полон; Балахна (Росія);
8 ) Келеман Семен (Keleman Szeman) – 1873 – попав в російський полон; Балахна (Росія);
8.	Комарницький Іван (Komarnicki Iwan) – 1896 – попав в російський полон; м.Харків (Україна);
9.	Комарницький Іван (Komarnicki Johann) – 1897 – поранений;
10.	Комарницький Микита (Komarnicki Nikita) – 1873 – шпиталь м.Перемишль; повернувся;
11.	Комарницький Миколай (Komarnicki Nikolaus) – 1893 – поранений;
12.	Комарницький Миколай (Komarnicki Nikolaus) – 1880 – поранений;
13.	Химинець Стефан (Komieniec Stefan) – 1896 – поранений;
14.	Липовак Казимир (Lipowac Kasimir) – 1888 – попав в російський полон; м.Томськ (Росія);
15.	Лизан Кирило (Lyzan Kirilo) – 1895 – попав в російський полон; м.Харків (Україна);
16.	Лизан Миколай (Lyzan Nikolaus) – 1897 – поранений;
17.	Лизан Кирило (Lyzan Cyrill) – 1894 – загинув 16 вересня 1915 року;
18.	Лизан Миколай (Lyzan Nicol) – 1897 – поранений;
19.	Малетич Сидор (Maletycz Szedor, Sydor) – 1892 – попав в російський полон; м.Харків (Україна);
20.	Малетич Стефан (Maletycz Stefan) – 1889 – загинув 16 вересня 1915 року;
21.	Малетич Сидор (Maletycz Sidor) – 1892 – поранений;
22.	Малетич Роман (Maletycz Roman) – 1887 – загинув 5 січня 1917 року;
23.	Малетич Стефан (Maletycz Stefan) – 1890 – попав в російський полон; м.Харків (Україна);
24.	Ністель Хаїм (Niestel Chaim) – 1878 – поранений;
25.	Ністель Мендель (Niestel Mendel) – 1893 – поранений;
26.	Ністель Мозез-Йозеф (Niestel Moses-Josef) – 1884 – попав в російський полон; Новосіль (Тула, Росія);
27.	Грицендишин Роман (Hrycendyszyn Roman) – 1873 – загинув в період з 1 по 28 жовтня 1915 року;
28.	Романчак Михайло (Romanczak Michael) – 1887 – загинув;
29.	Романчак Онуфер (Romanczak Onufer) – 1882 – попав в російський полон;
30.	Рущак Михайло (Ruszczak Michael) – 1893 – помер (загинув) 17 червня 1918 року;
31.	Рущак Михайло (Ruszczak Michael) – 1885 – попав в російський полон; Бійськ (Томськ, Росія);
32.	Рущак Павло (Ruszczak Paul) – 1884 – загинув в період з 28 вересня по 29 жовтня 1915;
33.	Рущак Прокіп (Ruszczak Prokop) – 1881 – попав в російський полон; Семипалатинськ (Акмолінськ, Росія);
34.	Рущак Роман (Ruszczak Roman) – 1877 – загинув 15 жовтня 1915 року;
35.	Рущак Стефан (Ruszczak Stefan) – 1887 – поранений;
36.	Рип’янич Кирило (Rypianycz Cyryl) – 1878 – попав в російський полон; Балахна (Росія);
37.	Стець Онуфер (Stec Onufer) – 1882 – поранений;
38.	Стець Онуфрій (Stec Onufrius) – 1882 – попав в російський полон Семипалатинськ (Акмолінськ, Росія);
39.	Сідельник Нестор (Sidelnyk Nestor, Szidelnek Nestre) – 1895 – попав в російський полон; Павлоград (Кропивницький, Україна);
40.	Денькович Василь (Tenkowicz Basil, Denkowicz Basil) – 1896 – загинув 28 березня 1917 року;
41.	Цмоканич Олекса (Zmokanicz Oleksa) – 1899 – помер (загинув) 11 жовтня 1917 року;
42.    Грицендишин Яків (Hrycendyszyn Jacob) – 1897 – загинув 17 червня 1918 року.
Згідно з переписом УРСР 1989 року чисельність наявного населення села становила 756 осіб, з яких 355 чоловіків та 401 жінка.
За переписом населення України 2001 року в селі мешкали 672 особи. 100 % населення вказало своєю рідною мовою українську.
У селі поширені такі прізвища: Денькович, Цмоканич, Малетич.

## Соціальна сфера

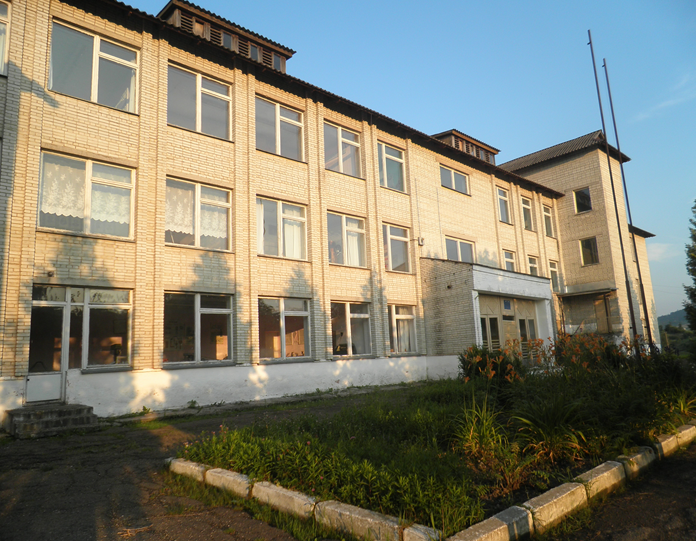
Школа села

### Освіта
Нова школа була побудована в селі у 1984 році. Триповерхова, з комп'ютерним класом, лінгафонним кабінетом, спортивним залом, їдальнею, великими просторими кабінетами. Вищу освіту здобули 148 випускників. З них: педагогічну — 68 випускників;  сільськогосподарські  ВНЗ — 24 випускники, лікарями стали 11 випускників; священиками — 27  випускників; працівники лісового господарства — 12 випускників; політехнічний ВНЗ — 2 випускників;, стали юристами — 4 випускників; 1 випускник військового інституту льотчиків (станом на 2010 р.).

### Культура
У Задільському існують Задільська сільська бібліотека ім. І. Котляревського та Народний дім культури «Просвіта».

#### Бібліотека
Задільська сільська бібліотека ім. І. Котляревського знаходиться в центрі села, за адресою вул. І. Франка, 176. Довідково-пошуковий апарат складається з генерального алфавітного та систематичного каталогів, а також краєзнавчих картотек.
1936 року громада села Задільське звернулась до товариства «Просвіта» Турки та Львова з проханням відкрити у селі читальню. Дозвіл було отримано і 24 квітня 1936 року Задільська сільська читальня розпочала свою роботу.
Перші внески становили 25 злотих, бібліотека одержувала 18 книг та 12 номерів журналів щороку. Бібліотекарем був Гринь Гайдук. 1938 року у зв'язку з погіршеними умовами роботи та розпадом читальні Задільська бібліотека була перевезена до Довжків. Бібліотекарем став Степан Йосипович Лазор.
1945 року мешканці села Задільське звернулись до директора «Будинку культури» Львова з проханням відновити читальню в селі. Лист було розглянуто і бібліотеку було повернено. Тоді бібліотекарем став Василь Миколайович Рущак. 1947 року до бібліотеки було завезено понад 100 книг. Василь Рущак зробив великий внесок у розвиток бібліотеки. Крім ремонту, він сприяв закупівлі художньої та наукової літератури для бібліотеки. Також зробив маленький читальний зал для дітей віком 4-11 років та закупив книги для дітей.
1953 року в бібліотеці була організована виставка книг та поставлена вистава «Енеїда» на честь І. Котляревського. На виставу було запрошено директора бібліотеки будинку «Просвіта» Турки. 1956 року бібліотеці імені І. Котляревського Задільського було присуджено звання найкращої бібліотеки серед сіл Завадка, Росохач, Довжки й Орява. 1961 року книги з бібліотеки були привезені на найбільшу виставку книг у Турці.
З 1974 року і до теперішнього часу бібліотекарем є Любов Мар'янівна Стецишин.

## Транспорт (маршрутне таксі)

### м. Львів— с. Задільське
| Львів | Стрий | Сколе | Задільське |
| ----- | ----- | ----- | ---------- |
| 06.30 | 08.00 | 08.50 | 10.30      |
| 09.30 | 11.15 | 12.10 | 13.40      |
| 13.20 | 15.00 | 15.50 | 17.30      |
| 16.40 | 18.10 | 19.00 | 20.40      |

### с. Задільське— м. Львів
| Задільське | Сколе | Стрий | Львів |
| ---------- | ----- | ----- | ----- |
| 07.00      | 08.50 | 09.50 | 11.20 |
| 11.20      | 13.00 | 13.50 | 15.30 |
| 14.15      | 15.50 | 16.50 | 18.20 |
| 18.10      | 19.40 | 20.20 | 22.20 |

Станом на 14.01.2015

## Храм

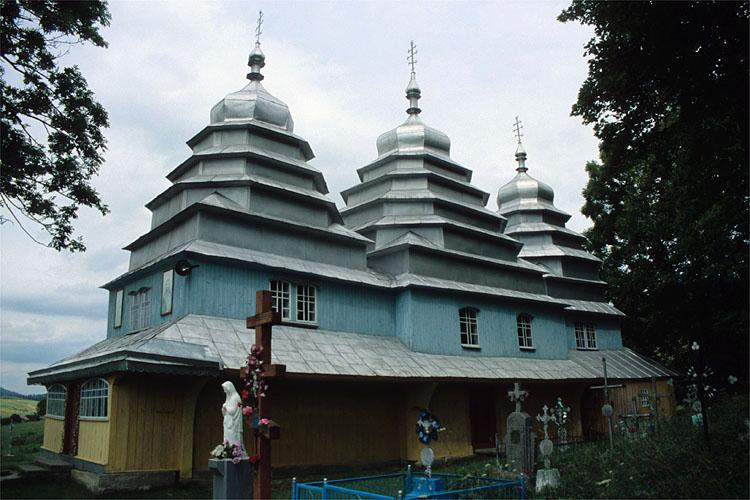
Церква села

В 1585 році у с. Задільске була церква руська (православна), але священник не мав привілею.  Ерекційний акт парафії наданий у 1652 р. польським королем Яном Казимиром. Берестейська унія була укладена лише в 1596 році, проте офіційно понад століття церкви Перемишльської землі не приймали унії, тому що шляхтичі докладали зусилля, аби зупинити вплив полонізації населення. Лише 28 квітня 1693 православні храми стали греко - католицькими. Попередня дерев'яна церква св. пророка Іллі проіснувала до початку XVIII ст., пізніше розібрана, а матеріал використано на дзвіницю. Силою грамоти ВПР єпископської консисторії дня 30 серпня 1833 року наданий церкві єпископом Іваном Снігурським — відпуст на празник Успіння Божої Матері. На іншому місці села у 1889 році при настоятелі Романові Пасічинському була збудована існуюча, в стилі бойківської школи, дерев'яна церква св. Димитрія. До 1946 р. - дочірня церква парафії с. Красне, Височанського деканату, єпархії Перемишльсько - Сяноцької УГКЦ. Храм стояв зачиненим з 1962 р. по 1989 р., але потреби  парафіян задовольняв священик с. Завадка Сколівського благочиння Львівсько-Тернопільської єпархії РПЦ. Після чого церква відновила свою діяльність. Зараз парафія в с. Задільську належить до ПЦУ. Зовні відновлена малюванням після 2009 р. Очевидно, тоді ж зрізали практично усі дерева біля храму.
Велика, фарбована у національні кольори церква (свято також на Успіння Пр. Богородиці) стоїть у центрі Задільська, на схилі, біля цвинтара. Будівля видовжена у плані, тризрубна, триверха. Оточена піддашям, яке знизу горизонтально шальоване дошками. Вівтарна частина церкви до низу піддашя прямокутної форми, над піддашям має незначно зрізані кути.
З обидвох сторін вівтаря прибудовані ризниці, причому з північної сторони прибудова менша. Бабинець від заходу має рівноширокий присінок, дах якого суміщений з піддашям. Бічні двері є у південній стіні нави. Стіни будівлі до рівня карнизу даху вертикально шальовані дошками, вище - оббиті бляхою. Церкву завершують три верхи (над навою п'ятизаломний, над бабинцем та вівтарем — чотиризаломні), накриті маленькими баньками з маківками.
На південь від храму знаходиться дерев'яна триярусна квадратова у плані, очевидно вже не діюча дзвіниця, накрита, як часто є в цьому районі, восьмибічним верхом. Поблизу церкви у 2009 році збудована мурована дзвіниця — арка.
Священники, які обслуговували громаду.
- Тарчановський іван (нар.1789; рукопокл. 1811; роки служ. 1828—1844; пом. (невідомо), УГКЦ);
- Козаневич Ілля (нар. 1801; рукопокл.1831; роки служ. 1844—1848; пом. (невідомо), УГКЦ);
- Пасічинський Роман (нар. 1806; рукопокл. 1837; роки служ. 1848—1899; пом. 1899, УГКЦ);
- Мацюрак Василій (нар. 1865; рукопокл. 1894; у 1896 помічник свящ.; пом...., УГКЦ);
- Чижович Симеон (нар. 1867; рукопокл. 1895; у 1897 помічник свящ.; пом..., УГКЦ);
- Яньов Петро (нар. 1869; рукопокл. 1896: у 1898 помічник свящ.; пом..., УГКЦ);
- Антоневич Марʼян (нар. 1872; рукопокл. 1898;  у 1898 помічник свящ.; адм. 1899—1900; пом. (невідомо), УГКЦ);
- Федєв Костянтин (нар. 1867; рукопокл. 1893; роки служ. 1900—1913; пом. 1916, УГКЦ);
- Гладиш Іван (нар. 1881; рукопокл. 1909; роки служ. 1914—1917; пом. (невідомо), УГКЦ);
- Запоточний Йосип (нар. 1892; рукопокл. 1917; роки служ. 1917—1918; пом. 1919, УГКЦ);
- Тришневський Михайло (нар. 1864; рукопокл. 1891; роки служ. 1918—1924; пом. 1924, УГКЦ);
- Тришневський Андрій (нар.1886; рукопокл. 1911; роки служ. 1924—1930; пом. (невідомо), УГКЦ);
- Солтикевич Іван (нар. 1898; рукопокл. 1930; роки служ. 1930—1933; пом. (невідомо), УГКЦ);
- Мриглод Петро (нар. 1897; рукопокл. 1925; роки служ. 1933—1946; пом. 1948, УГКЦ);
- Вовчук Михайло (1946—1961, РПЦ);
- Бень Степан (1961—1967, РПЦ);
- Бальковський Іван (нар. 1932; рукопокл. 1968; роки служ. 1968—1989; пом. 2014, РПЦ)
- Щомак Мирон (нар. 1959; рукопокл.; роки служ. 1990—1998, УАПЦ);
- Цап Микола (нар. 1950 рукопокл.; роки служ 1998—2014, УАПЦ)
- Цап Микола (нар. 1978; рукопокл.; роки служ. 2014—по сьогодення, ПЦУ).

## Пам'ятки природи
- Сигла — заповідне урочище місцевого значення.

## Зв'язок
На всій території села є надійне покриття національних операторів мобільного зв'язку: Vodafone  (Задовільним є покриття операторів Київстар та Lifecell). Єдиним провайдером широкосмугового доступу до інтернету є ТзОВ «Радіо Нетворк». [Архівовано 9 січня 2016 у Wayback Machine.]

## Відомі люди

### В селі народилися
- Денькович Іван Васильович — український політик, член фракції Реформи заради майбутнього.

### В селі загинули
• «Байда» (нар. ? — † 17.02.1945) — провідник підрайонний (села Багнувате, Риків і Ільник) ОУН(р), загинув у бою між селами Комарники, Задільське, Росохач, разом з ним загинули «Юрій», Федір Іжик і ще 8 повстанців;